# Новоселець (Підкарпатське воєводство)
Новоселець (пол. Nowosielec) — село в Польщі, у гміні Нисько Ніжанського повіту Підкарпатського воєводства.
Населення — 1589 осіб (2011).
У 1975-1998 роках село належало до Тарнобжезького воєводства.

## Демографія
Демографічна структура станом на 31 березня 2011 року:
|          | Загалом | Допрацездатний вік | Працездатний вік | Постпрацездатний вік |
| -------- | ------- | ------------------ | ---------------- | -------------------- |
| Чоловіки | 804     | 165                | 566              | 73                   |
| Жінки    | 785     | 165                | 473              | 147                  |
| Разом    | 1589    | 330                | 1039             | 220                  |